# Augusto Trein
Justimiano Augusto de Araújo Trein (Passo Fundo, 28 de janeiro de 1930 - 1 de Março de 2023) é um político e empresário brasileiro.
Bacharel em direito pela Pontifícia Universidade Católica do Rio Grande do Sul, exerceu a advocacia em sua cidade natal e também dirigiu a Cooperativa Tritícola local.
Eleito vereador em Passo Fundo por duas legislaturas, foi presidente da Câmara Municipal. Concorreu à prefeitura de Passo Fundo em 1968, sem sucesso.
Foi eleito deputado estadual em 1970 pela ARENA. Foi eleito três vezes para a Câmara Federal, em 1974, 1978 e 1982, pela ARENA nos dois primeiros mandatos e no PDS, sucessor da ARENA no terceiro mandato. Em seu segundo mandato ocupou a vice-liderança do governo. Foi também secretário do Trabalho e Ação Social do estado do Rio Grande do Sul, no governo de Amaral de Sousa, entre 1979 e 1982. Atualmente é empresário da área agrícola.